# Siodełkowce
Siodełkowce (Clitellata) – klasyfikowany w randze gromady klad wysoce wyspecjalizowanych pierścienic charakteryzujących się obecnością siodełka (clitellum) u osobników dojrzałych płciowo. Parapodia u nich nie występują, a szczeciny są uwstecznione lub ich brak. Zalicza się do nich ponad jedną trzecią wszystkich pierścienic. W większości są hermafrodytami, ale są też wśród nich gatunki rozmnażające się poprzez podział (architomia lub paratomia) lub partenogenetycznie. Rozwój przebiega w kokonie. Siodełkowce nie przechodzą przeobrażenia.

## Klasyfikacja
Filogeneza tej grupy pierścienic pozostaje słabo poznana pomimo dobrze potwierdzonego monofiletyzmu. Tradycyjnie siodełkowce dzielone są na pijawki i skąposzczety. Pozycja taksonomiczna wyróżnianych czasem w odrębną podgromadę pijawczaków jest dyskutowana.
- Branchiobdellae – pijawczaki
- Hirudinea – pijawki
- Oligochaeta – skąposzczety